# 2002年冬季奥林匹克运动会短道速滑比赛
2002年冬季奧林匹克運動會短道速滑比賽于2002年2月13日-23日在美国盐湖城冰上中心举行，该届比赛共设8个小项，共有来自26个代表团的106名选手参加。

## 奖牌榜
*   主办国家/地区（美国）
| 排名                | 代表团              | 金牌 | 銀牌 | 銅牌 | 总计 |
| ------------------- | ------------------- | ---- | ---- | ---- | ---- |
| 1                   | 中国（CHN）         | 2    | 2    | 3    | 7    |
| 2                   | 韩国（KOR）         | 2    | 2    | 0    | 4    |
| 3                   | 加拿大（CAN）       | 2    | 1    | 3    | 6    |
| 4                   | 美国（USA）*        | 1    | 1    | 1    | 3    |
| 5                   | （AUS）             | 1    | 0    | 0    | 1    |
| 6                   | 保加利亚（BUL）     | 0    | 1    | 1    | 2    |
| 7                   | 意大利（ITA）       | 0    | 1    | 0    | 1    |
| 总计（共7个代表团） | 总计（共7个代表团） | 8    | 8    | 8    | 24   |

## 奖牌得主

### 男子
| 項目                | 金牌 | 金牌     | 银牌 | 银牌     | 铜牌                                                         | 铜牌     |
| 500米 （詳細）      | 马克·加尼翁 · 加拿大（CAN）                                                                                   | 41.802   | 若纳唐·吉尔梅特 · 加拿大（CAN）                                                                                         | 41.994   | 拉斯蒂·史密斯 · 美国（USA）                                  | 42.027   |
| 1000米 （詳細）     | 斯蒂芬·布拉德伯里 · （AUS）                                                                                   | 1:29.109 | 阿波罗·大野 · 美国（USA）                                                                                               | 1:30.160 | 马蒂厄·蒂尔科特 · 加拿大（CAN）                              | 1:30.563 |
| 1500米 （詳細）     | 阿波罗·大野 · 美国（USA）                                                                                     | 2:18.541 | 李佳军 · 中国（CHN） | 2:18.731 | 马克·加尼翁 · 加拿大（CAN）                                  | 2:18.806 |
| 5000米接力 （詳細） | 加拿大（CAN） · 若纳唐·吉尔梅特 · 马克·加尼翁 · 弗朗索瓦·特朗布莱 · 马蒂厄·蒂尔科特 · 埃里克·贝达尔（半决赛） | 6:51.579 | 意大利（ITA） · 尼古拉·弗兰切斯基纳 · 尼古拉·罗迪加里 · 法比奥·卡尔塔 · 毛里齐奥·卡尔尼诺 · 米凯莱·安东尼奥利（半决赛） | 6:56.327 | 中国（CHN） · 李佳军 · 冯凯 · 郭伟 · 李野 · 安玉龙（半决赛） | 6:59.633 |

### 女子
| 項目                | 金牌                                            | 金牌     | 银牌                                        | 银牌     | 铜牌 | 铜牌     |
| 500米 （詳細）      | 楊揚 · 中国（CHN）                              | 41.187   | 艾芙金妮亚·拉达诺娃 · 保加利亚（BUL）       | 42.252   | 王春露 · 中国（CHN）                                                                                        | 43.272   |
| 1000米 （詳細）     | 楊揚 · 中国（CHN）                              | 1:36.391 | 高基铉 · 韩国（KOR）                        | 1:36.427 | 杨阳 · 中国（CHN）                                                                                          | 1:42.320 |
| 1500米 （詳細）     | 高基铉 · 韩国（KOR）                            | 2:31.581 | 崔恩景 · 韩国（KOR）                        | 2:31.610 | 艾芙金妮亚·拉达诺娃 · 保加利亚（BUL）                                                                       | 2:31.793 |
| 3000米接力 （詳細） | 韩国（KOR） · 崔恩景 · 崔敏敬 · 朱敏真 · 朴慧园 | 4:12.793 | 中国（CHN） · 楊揚 · 杨阳 · 孙丹丹 · 王春露 | 4:13.236 | 加拿大（CAN） · 伊莎贝尔·沙雷 · 阿兰娜·克劳斯 · 阿梅莉·古莱-纳东 · 玛丽-夏娃·德罗雷 · 塔尼娅·维桑（半决赛） | 4:15.738 |